# سرهنگ وودیوفسکی
سرهنگ وُوُدیوفسکی (لهستانی: Pan Wołodyjowski) یک فیلم ماجراجویی لهستانی به کارگردانی یژی خوفمن است که در سال ۱۹۶۹ منتشر شد.

## بازیگران
- تادئوش اومنیتسکی.[۲]
- ماگدالنا زاوادسکا
- میه‌چیسواف پاولیکوفسکی
- هانکا بیه‌لیتسکا
- باربارا بریسکا
- یان نووینسکی
- دانیل اولبریخسکی
- مارک پرپچکو
- ماریوش دموخوفسکی
- ووادیسواف هاینچا
- گوستاو لوتکیه‌ویچ
- ویتولد اسکاروخ
- لئونارد آندژیفسکی
- ریشارد رونچفسکی
- تادئوش اشمیت
- آندژی شچپکوفسکی
- ویکتور گروتوویچ
- بوگوش بیلفسکی
- ایرنا کارل